# Mitsumasa Yonai
Mitsumasa Yonai, född 2 mars 1880, död 20 april 1948, var en amiral i den Kejserliga japanska flottan samt en politiker som tjänade som Japans premiärminister under drygt ett halvår 1940.

## Födsel, barndomsår och karriär inom flottan
Yonai föddes i Morioka som äldste son till en före detta samuraj i Nimbuklanen. 1901 tog han examen från Kejserliga Japanska Flottakademien. Därefter tjänade han som sjöman i ett antal år, bland annat under rysk-japanska kriget 1904-1905, innan han steg i graderna till örlogskapten i december 1912. Han tjänade som marinattaché i flera länder under Första Världskriget och blev kapten i december 1920.
Efter att ha återvänt till Japan befordrades Yonai till konteramiral den 1 december 1925 och året därpå blev han chef för tredje sektionen i den Kejserliga japanska flottans generalstab.  
Efter Första Expeditionsflottans framgångsrika uppdrag längs Yangtze-floden i Kina 1928, för vilken Yonai var överbefälhavare, befordrades han på nytt, till viceamiral, i december 1930 och placerades som chef över en styrka i Korea.

## Marinminister
År 1937 hade Yonai nått den japanska flottans högsta grad, amiral, och installerades som Marinminister samma år. Som minister blev han känd för sina fåordiga tal, obegripliga dialekt och framför allt, hans ovilja att gå i krig med Storbritannien och USA, något som gjorde honom till mål för flera attentatsförsök från ultranationalister. Trots detta stödde han byggandet av superslagskeppen i Yamato-klassen, som var världens största krigsfartyg då de byggdes.

## Premiärminister
Mycket tack vare det starka stödet från kejsar Hirohito installerades Yonai som premiärminister den 6 januari 1940. Han fortsatte sin USA och Storbritannien-vänliga politik och var besluten att hålla Japan utanför alliansen mellan Tyskland och Italien. Men motståndet mot honom, särskilt efter den tyska erövringen av Frankrike, växte och till slut tvingade den protyska armén honom att avgå i juli 1940.

## Under och efter Andra Världskriget
Yonai innehade ett antal ministerposter under de kommande åren, och när Japan stod inför nederlag ville Yonai att man skulle godta villkoren i den allierade Potsdam-deklarationen. Efter kriget friades han från allt ansvar för kriget (Hideki Tojo ansågs istället vara ensam ansvarig för kriget i Östasien och han hängdes för krigsförbrytelser 1948) och hjälpte till att återuppbygga landet efter atombombningarna av Hiroshima och Nagasaki i samarbete med amerikanerna. Yonai, som hela sitt liv lidit av högt blodtryck, dog i lunginflammation 1948.